# 白礁王氏家庙
白礁王氏家庙，位于中華人民共和国福建省漳州市龙海區角美镇白礁村，明永乐十年（1412年）始建，清康熙、乾隆、光绪年间多次重修。坐北朝南，占地面积1627.48平方米，建筑面积612平方米，由前殿、大殿（世乡堂）及左右厢房组成。2009年11月16日公布为第七批福建省文物保护单位。